# 虞城县
虞城县是中华人民共和国河南省商丘市下辖的一个县。地处商丘市区东部，西邻商丘新区，是全市距离商丘中心城区最近的县，因此，虞城县是商虞一体化主要城市。面积1558平方公里，总人口約98万人。县人民政府驻城关镇。
目前虞城县以稍岗镇为中心的钢卷尺以及相关五金产业为主要工业，被中国计量协会评为中国钢卷尺城。虞城也是花木兰故里，有著名旅游景点花木兰祠。依靠优越的地理位置，虞城县交通发达，目前有高速连霍高速，济广高速，郑徐高铁，陇海铁路，京九铁路，310国道等重要国家交通通道。

## 地名由来
相传禹封舜子“商均”于虞国，邑于此，故名“虞城”，夏少康奔有虞即此，秦置虞县。

## 行政区划
虞城县下辖11个镇、15个乡：
城关镇、界沟镇、木兰镇、杜集镇、谷熟镇、大杨集镇、贾寨镇、利民镇、张集镇、站集镇、稍岗镇、乔集镇、大侯镇、黄冢乡、沙集乡、店集乡、闻集乡、芒种桥乡、刘店乡、城郊乡、郑集乡、李老家乡、镇里堌乡、古王集乡、刘集乡和田庙乡。

## 人口
根據第七次人口普查數據，截至2020年11月1日零時，虞城縣常住人口為972091人。
2002年，全县总人口108万人。

## 交通

### 铁路
- 商杭客运专线：商丘东站
- 陇海铁路：周楼站，夏邑县站，李新集站，虞城县站
- 京九铁路：木兰站

### 公路
- 高速公路： 连霍高速、 济广高速
- 国道： 310国道、 343国道
- 省道： 208省道、 325省道、 319省道